# تودورین دو
تودورین دو (به صربی: Todorin Do) یک روستا در صربستان است که در Mionica واقع شده‌است.